# Changsin-dong
Changsin-dong là một dong, phường của Jongno-gu ở Seoul, Hàn Quốc.

## Điểm thu hút
- Chợ đồ chơi Changsin-dong - chợ đò chơi và văn phòng phẩm lớn nhất Hàn Quốc từ năm 1975 và có thể truy cập từ Ga Dongdaemun trên Tàu điện ngầm Seoul tuyến 1 và Tuyến 4.[2][3]

## Liên kết
- Trang chính thức Jongno-gu bằng tiếng Anh
- (tiếng Hàn) Biểu tượng của Jongno-gu bởi dong hành chính Lưu trữ ngày 23 tháng 2 năm 2004 tại archive.today
- (tiếng Hàn) Văn phòng dân cư Changsin 1-dong Lưu trữ ngày 11 tháng 3 năm 2004 tại archive.today
- (tiếng Hàn) Nguồn gốc tên của Changsin 1-dong[liên kết hỏng]